# Висота Гірна (Севастополь)
Висота Гірна (крим. Ğirna yüksekligi) — пагорб між Севастополем та Балаклавою, біля селища Первомайка (10-й км). Із 7 вересня 2023 року належить Бахчисарайському району Автономної Республіки Крим. Найвища точка Каранського плато. Висота — 271,6 м над морем. Домінуюча висота місцевості, яку видно з багатьох районів. Із неї відкривається панорамний вид на Севастополь, Сапун-гору, Балаклавську долину та Балаклаву, мис Айя та узбережжя Чорного моря уздовж Фіоленту.
На вершині встановлений пам'ятник на честь загиблих воїнів 318-ї стрілецької Новоросійської дивізії. Під час звільнення Севастополя від німецьких нацистів 7—9 травня 1944 року за висоту йшли запеклі бої.
На висоті розташований парадром — місце навчання та підготовки пілотів Севастопольського парапланерного клубу, та насосна станція третього відділення «Золотої балки».

## Історія
Висота була важливим опорним пунктом німецьких військ у травні 1944 року. Німці вперто трималися за висоту, тому що Сапун-гору на той час вони втратили. Гірна була єдиною позицією, що допомагала їм стримувати просування 19-го танкового корпусу Червоної армії по Балаклавському шосе. Штурм тривав два дні, зранку 9 травня 1944 року її взяла 89-та стрілецька дивізія, сформована в Вірменії 1941 року. Загиблі воїни 414-ї і 89-ї стрілецьких дивізій поховані поруч із Гірною на братському кладовищі 10-го км Балаклавського шосе.

## Галерея

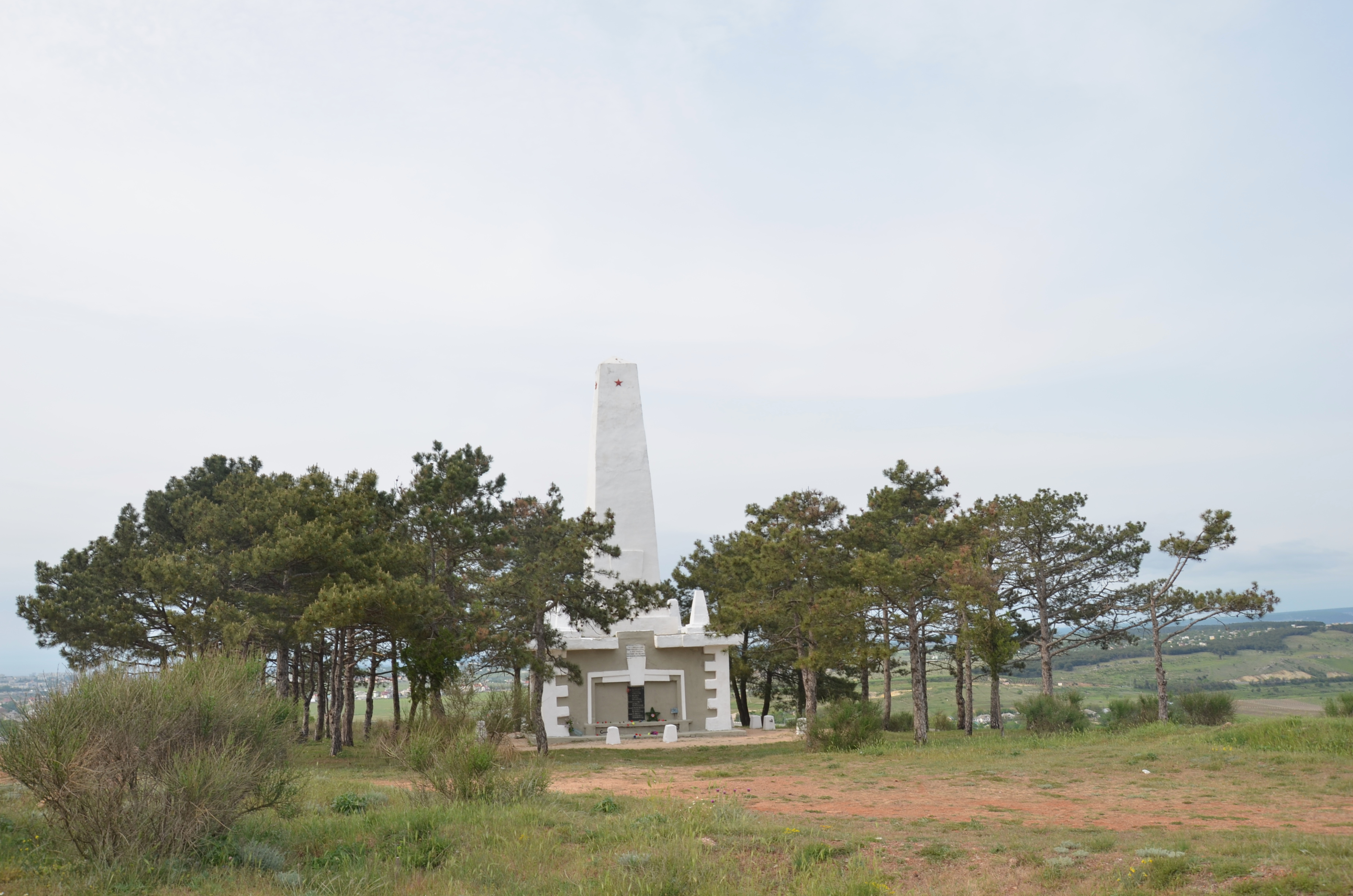
Пам'ятник 318-й стрілецькій Новоросійській дивізії
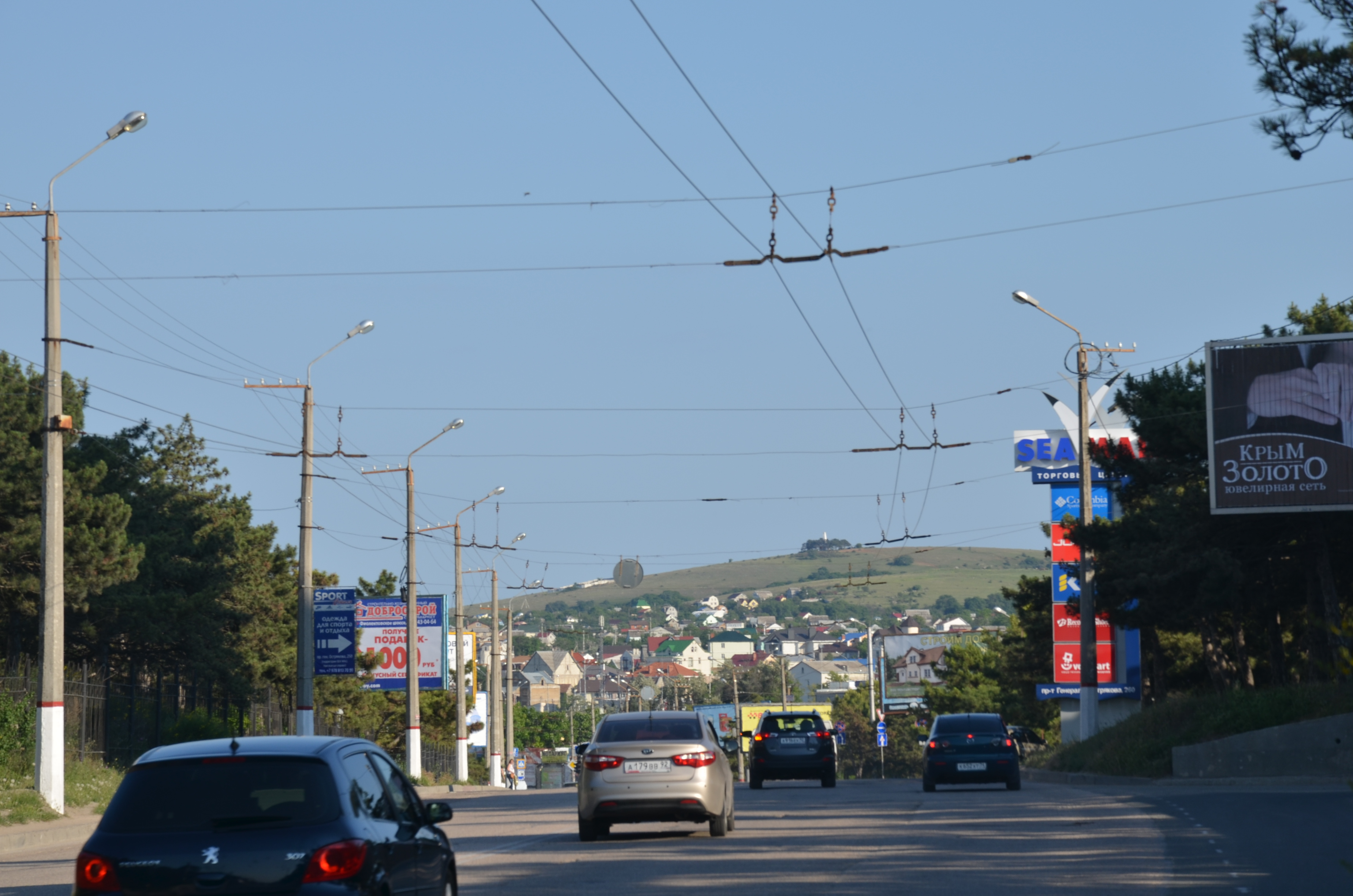
Вид на висоту Гірну з 5-го кілометру